# Lothar Späth

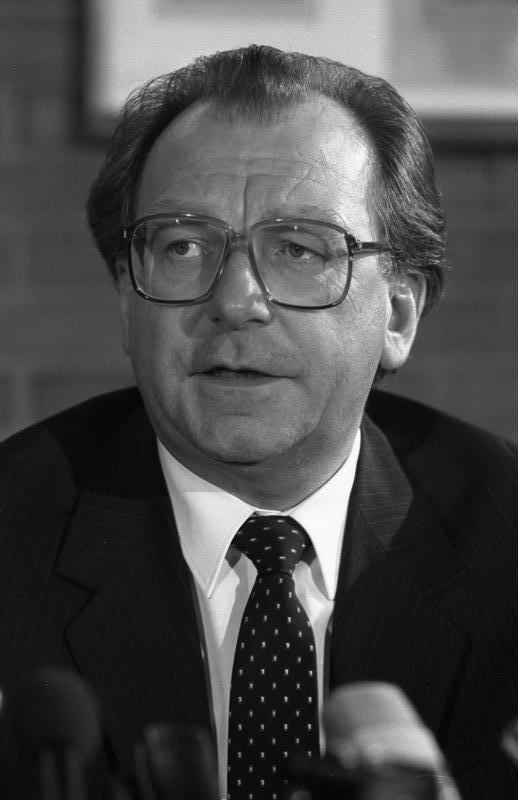
Lothar Späth (1983)

Lothar Späth (Sigmaringen, 16 november 1937 – 18 maart 2016) was een Duitse ondernemer en politicus van de CDU. Hij was van 1978 tot 1991 minister-president van de deelstaat Baden-Württemberg.
Na zijn middelbareschooltijd startte Späth een ambtelijke loopbaan bij de stad Giengen an der Brenz. Vanaf 1960 werkte hij bij de stad Bietigheim. In 1967 werd hij in deze stad burgemeester. Van 1970 tot 1974 leidde hij de Neue Heimat, de woningbouwvereniging van de Duitse vakbond DGB. Tot 1977 werkte hij voor de bouwonderneming C. Baresel AG in Stuttgart.
In 1968 werd Späth voor de eerste keer voor de CDU in de Landdag van Baden-Württemberg gekozen. In 1972 werd hij fractievoorzitter. In 1978 werd hij in Baden-Württemberg minister van binnenlandse zaken onder minister-president Hans Filbinger. Toen Filbinger vanwege zijn oorlogsverleden moest aftreden werd Späth op 30 augustus 1978 gekozen tot vijfde minister-president van Baden-Württemberg. Van 1979 tot 1991 was hij ook voorzitter van de CDU van Baden-Württemberg en werd hij hierna tot erevoorzitter benoemd. Van 1981 tot 1989 was hij vicevoorzitter van de landelijke CDU. Als minister-president van Baden-Württemberg was hij van 1 november 1984 tot 31 oktober 1985 voorzitter van de Bondsraad.
Na de Duitse hereniging werd Späth in juni 1991 directeur van Jenoptik GmbH in Jena, dat voortkwam uit VEB Carl Zeiss Jena. Hij bracht dit bedrijf in 1998 naar de beurs als Jenoptik AG. Daarmee was dit bedrijf een van de weinige voormalige staatsbedrijven uit de DDR die zich na de Duitse hereniging staande wist te houden.
In 2016 kwam hij door dementie in een verpleeghuis terecht nabij Stuttgart. Hij overleed daar op 78-jarige leeftijd.
- Base de données des élites suisses: 54049
- Bibliothèque nationale de France: cb124969467 (data)
- Gemeinsame Normdatei: 11861584X
- International Standard Name Identifier: 0000 0001 1070 0084
- Library of Congress Control Number: n82029209
- Nationale Bibliotheek van Tsjechië: jn20010602831
- Nederlandse Thesaurus van Auteursnamen: 071838996
- LIBRIS: 393862
- Système universitaire de documentation: 034185356
- Virtual International Authority File: 71495789
- WorldCat: E39PBJfWXQVcGhCPWgfMJgcMfq